# شهرستان سو (داکوتای شمالی)
شهرستان سو، داکوتای شمالی (به انگلیسی: Sioux County, North Dakota) یک سکونتگاه مسکونی در ایالات متحده آمریکا است که در داکوتای شمالی واقع شده‌است.

## خصوصیات
شهرستان سو ۲٬۹۲۱٫۵۲ کیلومترمربع مساحت دارد.